# Glamour (revista)
Glamour es una revista para mujeres publicada mensualmente por Condé Nast Publications. Creada en 1939 en Estados Unidos, era originalmente llamada Glamour of Hollywood.
En la actualidad es publicada en numerosos países, incluyendo el Reino Unido, Estados Unidos, Francia, Alemania, España, Rusia, Grecia, Polonia, Sudáfrica, Hungría, México, Rumania y los Países Bajos.

## Estados Unidos
En Estados Unidos, Glamour es publicada en un formato mayor a las versiones extranjeras y su redactora jefe es Cynthia Leive. El público objetivo de la revista es la mujer de entre 18 y 49 años. Sus suscriptores suman 1.411.061 y su presencia en kioskos alcanza las 968.441 copias, logrando una circulación pagada total de 2.397.508 ejemplares.
Desde 1980, la revista entrega los premios "La mujer del año". Cada otoño se organiza la ceremonia para reconocer a las más destacadas mujeres en el ojo público. En el año 2007, la golfista mexicana Lorena Ochoa recibió esta distinción y en 2008, la yemení Nujood Ali fue la ganadora por su lucha por los derechos de la mujer en su país.

## Reino Unido
En el Reino Unido, la publicación fue lanzada en abril de 2000 con un "tamaño para bolsos" y con el eslogan "Entra en tu vida, así como en tu bolso".
En septiembre de cada año, la Glamour británica realiza la "Semana Nacional Glamour", para la cual organiza competencias y entrega cupones canjeables en tiendas de belleza.
Desde su creación, la publicación ha sido editada por Jo Elvin, con Michelle Pamment reemplazándola durante una temporada en el 2005.
Al igual que la versión estadounidense, la Glamour local organiza los premios "Mujer del año" en junio de cada año, los cuales son entregados usualmente en septiembre.

## España
En España la revista fue lanzada en noviembre de 2002. Está dirigida por Alicia Parro.
Se edita tanto en papel, en edición normal y de bolsillo, como en formato digital donde amplía sus contenidos e incluye foros, blogs así como un apartado a la vida de los famosos llamada GlamourTV.
Además, cada año se entregan los Premios Glamour Belleza, los cuales van ya por su novena edición.